# آرثر ويلسون (سياسي)
آرثر ويلسون (بالإنجليزية: Arthur Wilson)‏ هو نقابي وسياسي أسترالي، ولد في 3 أبريل 1869 في المملكة المتحدة، وتوفي في 19 أغسطس 1948 في أستراليا. حزبياً، نشط في حزب العمال الأسترالي. وقد انتخب عضو الجمعية التشريعية لأستراليا الغربية عن دائرة Electoral district of Collie-Preston ‏ (11 سبتمبر 1908 – 17 فبراير 1947).